# Cà kheo cổ đen
Cà kheo cổ đen (danh pháp hai phần: Himantopus mexicanus) là một loài chim thuộc họ Cà kheo. Đây là loài chim sinh sống ở bờ biển và là có nhiều ở các vùng đất ngập nước và bờ biển Mỹ. Nó được tìm thấy từ các khu vực ven biển của California thông qua nhiều nội thất phía tây Hoa Kỳ dọc theo Vịnh Mexico như xa về phía đông tận Florida, về phía nam thông qua Trung Mỹ và Caribbean đến phía tây bắc Brazil về phía tây nam Peru, phía đông Ecuador và quần đảo Galápagos. Các quần thể phía bắc, đặc biệt là những nhóm từ nội địa, di cư, trú đông từ cực nam của Hoa Kỳ tới miền nam Mexico, hiếm khi hiện diện xa về phía nam là Costa Rica, trên bán đảo Baja California, nó chỉ được tìm thấy thường xuyên trong mùa đông.

## Hình ảnh

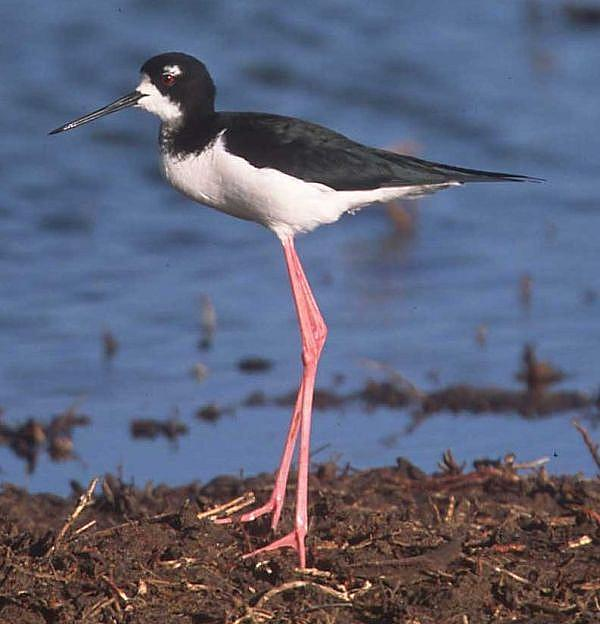
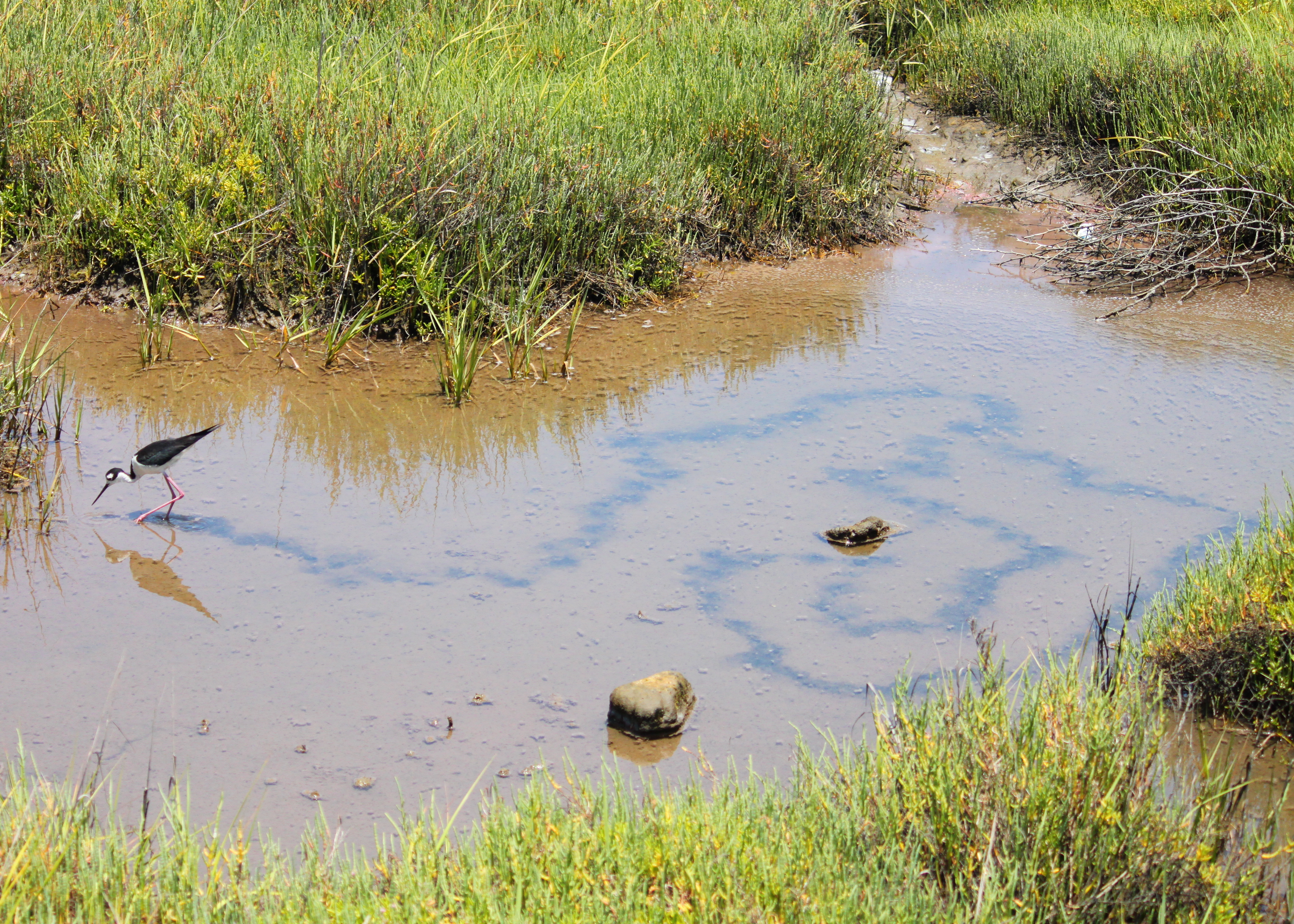
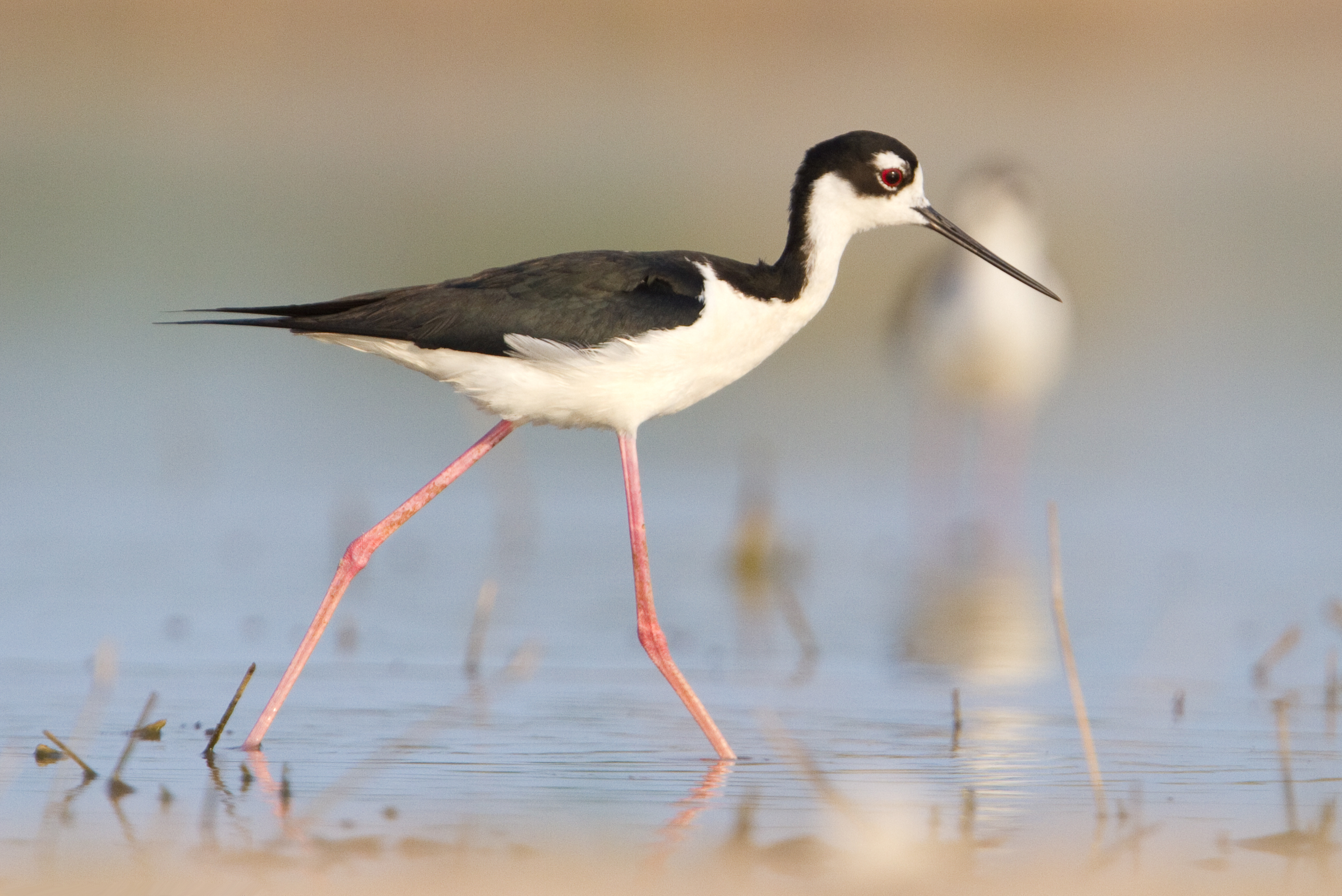
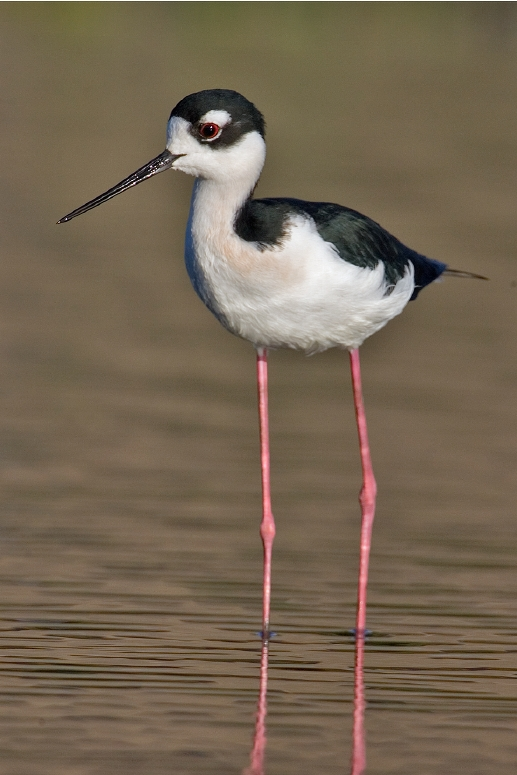
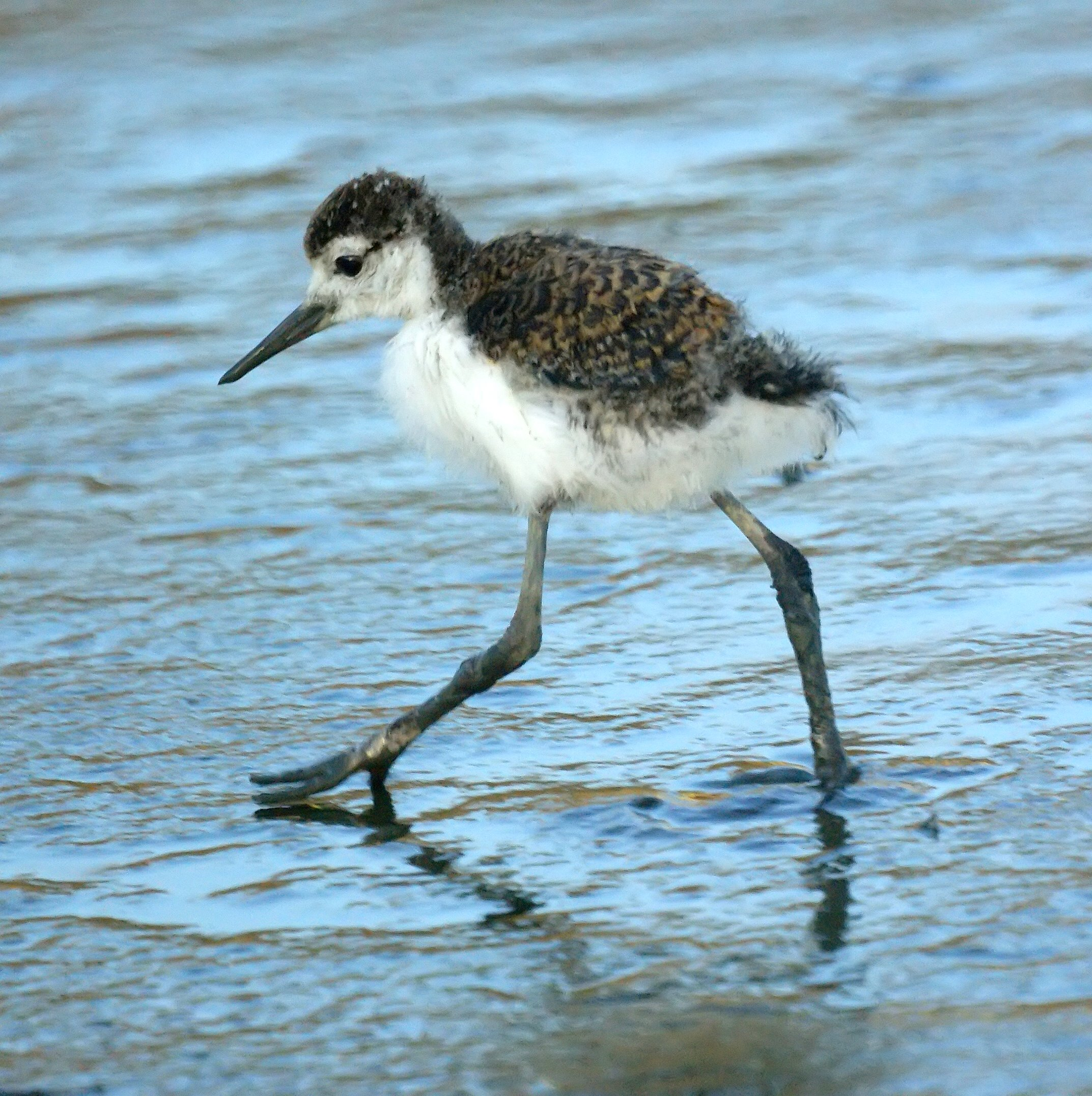
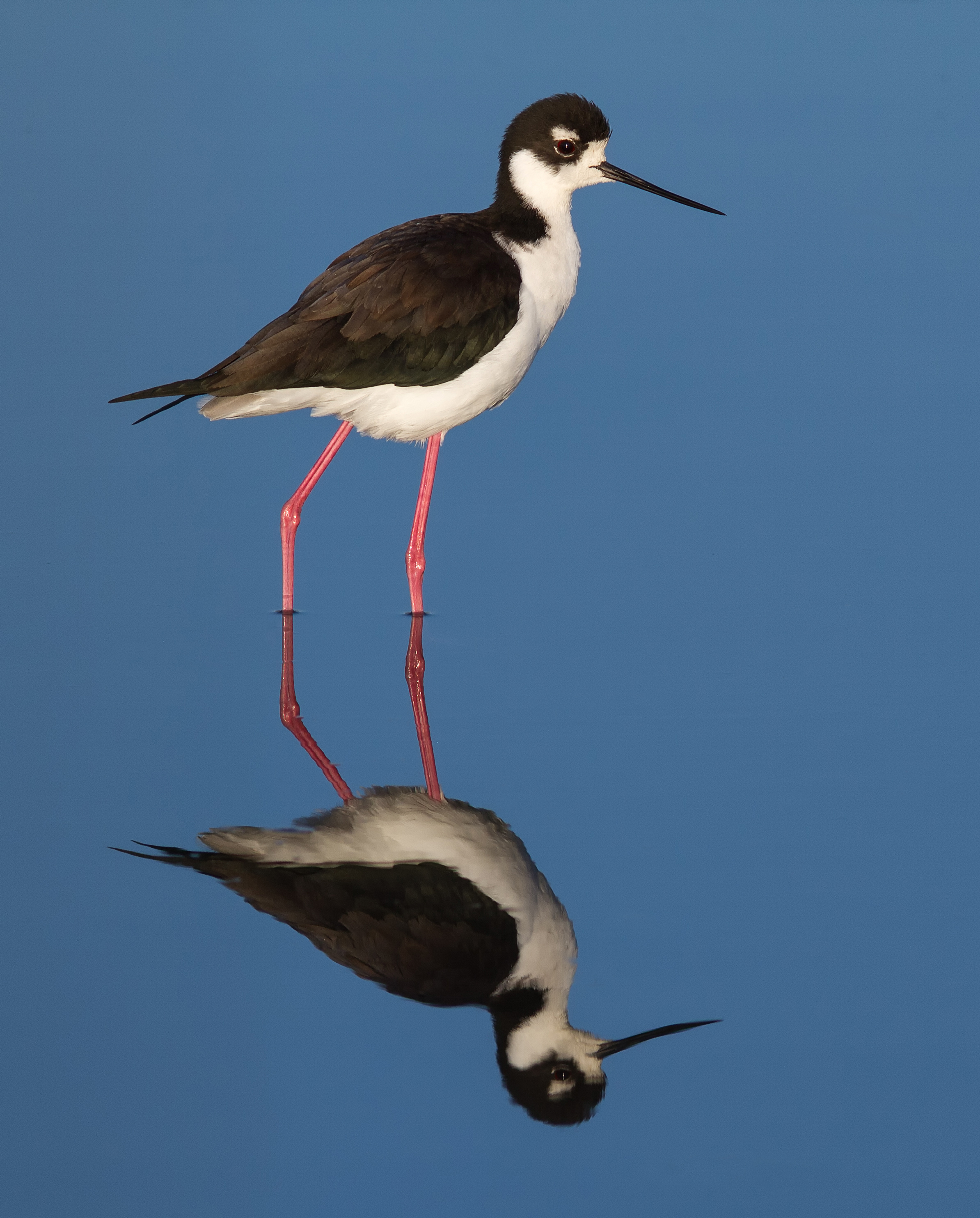

## Nghiên cứu thêm
- Hayman, Peter; Marchant, John & Prater, Tony (1986): Shorebirds: an identification guide to the waders of the world. Houghton Mifflin, Boston.ISBN 0-395-60237-8
- Stiles, F. Gary & Skutch, Alexander Frank (1989): A guide to the birds of Costa Rica. Comistock, Ithaca.ISBN 0-8014-9600-4